# Pterartoria arbuscula
Pterartoria arbuscula är en spindelart som först beskrevs av William Frederick Purcell 1903.  Pterartoria arbuscula ingår i släktet Pterartoria och familjen vargspindlar. Inga underarter finns listade i Catalogue of Life.